# Cambrin Churchyard Extension
Le Cambrin Churchyard Extension est un cimetière de la Première Guerre mondiale situé à Cambrin dans le département français du Pas-de-Calais. Le cimetière est entretenu par la Commonwealth War Graves Commission.

## Sépultures
| Pays        | Sépultures |
| ----------- | ---------- |
| Royaume-Uni | 1 210      |
| Inde        | 1          |
| France      | 98         |
| Total       | 1 312      |

## Pour approfondir